# Karl Miller (Fußballspieler)
Karl Miller (* 2. Oktober 1913 in Hamburg; † 18. April 1967) war ein deutscher Fußballspieler, der in den Jahren 1941 und 1942 in der deutschen Fußballnationalmannschaft zu 12 Einsätzen kam.

## Karriere

### FC St. Pauli, 1930–1950
Die sportlich herausragenden Erfolge in seiner Karriere feierte der Sohn eines Schlachtermeisters aus dem Norden des Hamburger Neustadt-Viertels nicht bei seinem Verein FC St. Pauli, sondern als „Gastspieler“ in den Kriegsrunden des Zweiten Weltkrieges beim Dresdner SC und dem LSV Hamburg. Karl Miller debütierte in der Runde 1932/33 beim FC St. Pauli und wurde im Jahre 1936 zu seinem ersten Repräsentativspiel für die Nordmarkauswahl gegen Nordholland berufen. In den Jahren vor dem Zweiten Weltkrieg in der Gauliga Nordmark bzw. ab 1941 in der Gauliga Hamburg kam St. Pauli nicht die Rolle des Hauptrivalen des Hamburger SV zu. Der Eimsbütteler TV spielte auf Augenhöhe mit dem HSV. Dahinter stritten zumeist Altona 93 und SC Victoria Hamburg um die Plätze. Erst nach dem Zweiten Weltkrieg verschob sich die Gewichtung im Hamburger Fußball – dank des wesentlichen Einsatzes von Karl Miller als Aktiven und Kontaktperson für neue Spieler.

### Gastspieler beim Dresdner SC und LSV Hamburg
Als Soldat wurde Karl Miller 1940 nach Dresden abkommandiert. Dort lernte er beim Dresdner SC Spieler kennen, die Fußball der technisch anspruchsvolleren Art zu spielen wussten. Der DSC hatte um die herausragenden Spieler Richard Hofmann und Helmut Schön eine Spitzenmannschaft aufgebaut und zog in den Jahren 1940 und 1941 jeweils in das Finale um den Tschammer-Pokal ein. Karl Miller trug als kampfstarker Verteidiger zur Stabilität der Defensive bei und hatte somit Anteil an den Pokalgewinnen gegen den 1. FC Nürnberg und Schalke 04. Nach der Halbfinalniederlage gegen Rapid Wien in der Endrunde 1941 erreichte Karl Miller mit seinen Mannschaftskameraden vom DSC den dritten Platz. In den Reihen des LSV (Luftwaffensportverein) Hamburg verlor er 1943 gegen Vienna Wien mit 2:3 Toren nach Verlängerung sein drittes Pokalendspiel. Das letzte Endspiel während der Kriegsjahre um die deutsche Fußballmeisterschaft bestritt er in Berlin am 18. Juni 1944 mit dem LSV Hamburg gegen seine ehemaligen Kameraden vom Dresdner SC. Mit einem deutlichen 4:0-Sieg entschieden die Sachsen das Finale für sich.

### Nationalmannschaft, 1941–1942
Karl Miller wurde von Reichstrainer Sepp Herberger zum DFB-Lehrgang vom 24. bis 29. März 1941 eingeladen. Nach Abschluss des Lehrgangs wurde er mit den Verteidiger-Kollegen Paul Janes und Jakob Streitle für das Länderspiel am 6. April 1941 in Köln gegen Ungarn berufen. Der Urpaulianer Karl Miller bestritt beim 7:0 gegen Ungarn an der Seite von Paul Janes sein erstes Spiel in der deutschen Fußballnationalmannschaft. Es folgten im Jahre 1941 noch vier weitere Einsätze in der Länderelf. Am 22. November 1942 absolvierte er beim 5:2-Erfolg in Pressburg gegen die Slowakei sein zwölftes Länderspiel. Der Zweite Weltkrieg bedingte in Folge ein Aussetzen der Fußballnationalmannschaft bis zum 22. November 1950. In den zwölf Nationalspielen von Karl Miller kam die DFB-Elf auf acht Siege, zwei Unentschieden und zwei Niederlagen.

### Stadtliga Hamburg und Oberliga Nord, 1945–1950
Unmittelbar nach Beendigung des Zweiten Weltkriegs wurde in einer Hamburger Stadtliga die Meisterschaft ausgespielt. 1946 wurde St. Pauli Vize und 1947 Meister. Die Premiererunde der Oberliga Nord 1947/48 beendeten der Hamburger SV und St. Pauli punktgleich mit 37:7 Punkten an der Tabellenspitze. Die Männer vom Millerntor zogen in Folge in den Jahren von 1948 bis 1951 in die Endrunde um die deutsche Fußballmeisterschaft ein.
Der Grund dieser sportlichen Erfolge soll ein Fleischerei-Laden in der Wexstraße 39 im Hamburger Neustadt-Viertel gewesen sein. Die von Karl Miller senior betriebene Schlachterei spielt in der Geschichte des FC St. Pauli eine fast mythische Rolle. Das Geschäft des Vaters war das Kernstück in der Argumentation von Karl Miller junior, dem es nach dem Untergang des Dritten Reiches gelang, zahlreiche deutsche Spitzenspieler ans Millerntor zu locken. Nicht nur der Schlachtruf von Karl Miller senior im Stadion („Radau, Radau, Radau“) wurde zur Legende, vielmehr auch die jahrelange Verpflegung der fast kompletten St. Pauli-Mannschaft in seiner Wurstküche. Karl Miller junior brachte durch seine Kontakte in der Spielerszene und sein Talent zur Organisation die Spieler der „Wundermannschaft“ mit den Dresdnern und anderen Zugereisten aus dem Osten nach Hamburg (darunter Helmut Schön, Hans Appel und Willi Thiele).
In den beiden Endrunden 1948 und 1949 stand er noch als Aktiver für St. Pauli auf dem Feld. Nach der Saison 1949/50 trat Karl Miller im Mai mit 37 Jahren als Spieler ab. Im Frühjahr hatte er noch die internationalen Freundschaftsspiele gegen Newell Old Boys Rosario und Rapid Wien mit Ernst Happel und Max Merkel in der Verteidigung bestritten.

## Sonstiges
- Miller wirkte in der Rolle eines Fußballspielers in dem von Robert Adolf Stemmle 1941 produzierten und 1942 veröffentlichten Sportfilm „Das große Spiel“ mit.[2]
- Dem FC St. Pauli blieb Karl Miller nach seiner aktiven Spielerzeit auch noch durch die Tätigkeit im Liga-Ausschuss verbunden.
- Miller wurde im Jahr 2010 in die Jahrhundert-Elf des FC St. Pauli gewählt.[3]